# Calmayo
Calmayo é uma comuna da província de Córdoba, na Argentina.